# HALO (バンド)
HALO（ハロー）は、日本のロック音楽ユニット。1990年結成、アルファレコードからメジャー・デビュー。同年活動停止。

## 来歴
PINKに在籍した福岡ユタカ、矢壁アツノブによりPINK凍結とほぼ同時期に結成される。
2枚のアルバムと1枚のシングルを発売したが1回もライブを行うことなく、その後まもなく各自のソロ活動によりユニットとしての活動を停止した。

## ディスコグラフィ

### シングル
- SUSPECT（1990年2月25日）アルファレコード・ALDA-2

### オリジナルアルバム
- HALO（1990年1月25日）アルファレコード・ALCA-1
  - 参加アーティスト：窪田晴男、BANANA、荻原mecken基文、おおたか静流、清水一登、逆井オサム
- TIDE（1990年11月28日）アルファレコード・ALCA-88
  - 参加アーティスト：窪田晴男、BANANA、荻原mecken基文、小川美潮、WHACHO、吉田美奈子、美久月千晴、岩崎巧